# لياندرو بازان
لياندرو بازان (بالإسبانية: Leandro Bazán)‏ هو لاعب كرة قدم أرجنتيني، ولد في 30 مارس 1990 في San Nicolás, Buenos Aires ‏ في الأرجنتين. لعب مع نادي راسينغ.